# Macaranga dioica
Macaranga dioica är en törelväxtart som först beskrevs av Johann Georg Adam Forster, och fick sitt nu gällande namn av Johannes Müller Argoviensis. Macaranga dioica ingår i släktet Macaranga och familjen törelväxter. Inga underarter finns listade i Catalogue of Life.